# Christian Gottfried Daniel Nees von Esenbeck
Christian Gottfried Daniel Nees von Esenbeck (Reichelsheim, 14 febbraio 1776 – Breslavia, 16 marzo 1858) è stato un botanico, entomologo e fisico tedesco.
Fu contemporaneo di Goethe. Egli descrisse circa 7.000 specie di piante, tante quante ne descrisse lo stesso Linneo. Fu presidente della Accademia Cesarea Leopoldina e in tale veste ammise Charles Darwin come socio dell'Accademia. Fu autore di svariati lavori monografici di botanica ed entomologia, dei quali i più conosciuti sono quelli sui funghi.

## Biografia
Mostrò un precoce interesse per la scienza e, dopo aver ricevuto la sua prima educazione a Darmstadt, andò a Jena, dove si laureò in medicina nel 1800. Esercitò la professione di medico per Francesco I, ma avendo sviluppato un grande interesse per la botanica durante i suoi studi universitari alla fine ritornò all'università.
Nel 1816 entrò a far parte dell'Accademia Leopoldina, che era una delle istituzioni più prestigiose d'Europa, e nel 1817 fu nominato professore di botanica a Erlangen. Tre anni più tardi, divenne professore di storia naturale a Bonn, dove istituì l'Orto Botanico dell'Università di Bonn, e nel 1831 fu nominato alla cattedra di botanica presso l'Università di Breslavia.
Nel 1818 fu eletto presidente dell'Accademia Leopoldina, carica che mantenne per il resto della sua vita. In botanica raggiunse la notorietà per il suo contributo scientifico alle famiglie Acanthaceae e Lauraceae.
Nel 1848 si cimentò in politica e nel 1851, a causa dei conflitti con il governo, fu privato della sua cattedra a Breslavia. Sette anni più tardi Nees von Esenbeck morì povero e senza nemmeno un soldo a Breslavia. Egli il fratello maggiore di un altro botanico, Theodor Friedrich Ludwig Nees von Esenbeck (1787-1837).
Rilevante il suo apporto anche nel campo dell'Entomologia, principalmente tramite la redazione di monografie sugli imenotteri.

## Opere
- Ichneumonides Adsciti, in Genera et Familias Divisi. Magazin Gesellschaft Naturforschender Freunde zu Berlin. (1811)
- Die Algen des süßen Wassers, nach ihren Entwickelungsstufen dargestellt (1814)
- Das System der Pilze und Schwämme (1816)
- Vorlesungen zur Entwickelungsgeschichte des magnetischen Schlafs und Traums (1820)
- Bryologia germanica (1823–31, 2 volumes)
- Robert Brown's Vermischte botanische Schriften (1825–1834)
- Agrostologia brasiliensis (1829)
- Genera et species Asterearum (1833)
- Naturgeschichte der europäischen Lebermoose mit Erinnerungen aus dem Riesengebirge (1833-38, 4 volumes)
- Hymenopterorum Ichneumonibus affinium monographiae (1834, 2 volumes)
- Systema Laurinarum (1836)
- Florae Africae australioris illustration monographicae Gramineae (1841)
- Die Naturphilosophie (1841)
- De Cinnamomo disputatio (1843)
- Synopsis hepaticarum (1844–1847)
- Die allgemeine Formenlehre der Natur (1852)